# Francisco Rico
Francisco Rico Manrique (Barcelona, 28 de abril de 1942-Barcelona, 27 de abril de 2024) fue un filólogo español, académico de la Real Academia Española de la Lengua, y experto en El Quijote.

## Biografía
Fue profesor visitante en la Universidad Johns Hopkins (1965-1966). Catedrático de Literaturas Hispánicas Medievales en la Universidad Autónoma de Barcelona y miembro de la Real Academia Española (1987), así como de la Academia Nacional de los Linces, el Instituto de Francia en la Academia de Inscripciones y Bellas Letras, la Academia Británica entre otras. 
Editó clásicos medievales y del Siglo de Oro español, en especial el Quijote, y escribió sobre literatura e historia medieval y renacentista, con particular atención al Humanismo y sobre todo Petrarca. Dirigió asimismo la Historia y crítica de la literatura española (editada por Crítica, compuesta por nueve volúmenes, más nueve suplementos).
Dirigió la Biblioteca Clásica de la Real Academia Española, iniciada en la editorial Crítica, bajo las pautas del Centro para la Edición de los Clásicos Españoles, que el propio Rico promovió y dirigió.
Fue miembro del Foro Babel, iniciativa cívica de defensa del bilingüismo en Cataluña frente a la política lingüística monolingüista del gobierno de Jordi Pujol.
Estaba casado con la filósofa Victoria Camps. Falleció a los 81 años, en el Hospital de Barcelona, en la mañana del 27 de abril de 2024, tras permanecer varios días ingresado de urgencia.

## Legado
El profesor Rico donó su colección a la Biblioteca de Humanidades de la Universidad Autónoma de Barcelona. Su parte más excepcional son las ediciones singulares del Quijote (incluyendo la segunda, de 1615), que fue reuniendo a lo largo de su vida.
Con motivo de esta donación, la Universitat Autònoma de Barcelona organizó la exposición “Los Quijotes de la Autónoma 1605-2015”. El acto inaugural se celebró el 9 de noviembre de 2015 en la sala de exposiciones de la UAB, ubicada en la Biblioteca de Comunicación y Hemeroteca General. En el evento intervinieron, además de Rico, el escritor Eduardo Mendoza, y el músico Jordi Savall, quien ofreció una actuación musical. La muestra, que permaneció abierta al público hasta el 16 de diciembre de ese mismo año, fue organizada por el Servicio de Bibliotecas de la UAB y Cultura en Viu, comisionada por Rafael Ramos, profesor de literatura española en la Universitat de Girona.

## Premios y distinciones
- Doctor honoris causa por las universidades de Burdeos, Nápoles, Valladolid y Bolonia.
- Medalla de Oro al mérito en las Bellas Artes (2016).
- XII Premio Internacional Menéndez Pelayo (1998)
- Premio Nacional de Investigación Ramón Menéndez Pidal (2004)
- Premio Internacional de Ensayo Caballero Bonald (2013)
- Premio Internacional Alfonso Reyes del Colegio de México.[5]

## Obras
- La novela picaresca y el punto de vista, Barcelona: Seix Barral, 1970 (5ª ed. ampliada, 2000).
- El pequeño mundo del hombre, Madrid: Castalia, 1970 (reeditado en Alianza y, nuevamente, en Destino).
- Alfonso el Sabio y la General Estoria, Barcelona: Ariel, 1972 y 1984.
- Vida u obra de Petrarca: lectura del Secretum, Padua: Antenore, 1974.
- Nebrija frente a los bárbaros, Salamanca: Universidad de Salamanca, 1978.
- Primera cuarentena y tratado general de literatura, Barcelona: El Festín de Esopo, 1982.
- Problemas del "Lazarillo", Madrid: Cátedra, 1987.
- Breve biblioteca de autores españoles, Barcelona: Seix Barral, 1990 y otras ediciones.
- Texto y contextos. Estudios sobre la poesía española del siglo XV, Barcelona: Crítica, 1991.
- El sueño del humanismo, Madrid: Alianza, 1993 (reeditado en Destino y en Crítica, tradd. fr. e ital.).
- Figuras con paisaje, Barcelona: Círculo de Lectores, 1994 y Destino, 2009 (corregida y aumentada).
- Estudios de literatura y otras cosas, Barcelona: Destino, 2002.
- Los discursos del gusto. Notas sobre clásicos y contemporáneos, Barcelona: Destino, 2003.
- Quijotismos, Aldeamayor de San Martín: Ayuntamiento de Aldeamayor de San Martín, 2005.
- El texto del Quijote, Barcelona: Destino, y Madrid: Centro para la Edición de los Clásicos Españoles, 2006.
- Tiempos del "Quijote", Barcelona: Acantilado, 2012.
- Ritratti allo specchio (Boccaccio, Petrarca), Roma-Padova: Antenore, 2012.
- Il romanzo, ovvero le cose della vita, Turín: Aragno, 2012.
- I venerdì del Petrarca, Milano: Adelphi, 2016.
- Anales cervantinos, Barcelona: Arpa, 2017.
- Paradojas del independentismo, Madrid: Visor, 2018.
- Escritos en la Autónoma. La tertulia de letras, Barcelona: Universitat Autònoma de Barcelona, 2018.
- El primer siglo de la literatura española, España: Penguin Random House Grupo Editorial, 2022.

Ediciones al cuidado de Francisco Rico:
- La novela picaresca española, Barcelona: Planeta, 1966.
- Agustín Moreto, El desdén, con el desdén, Madrid: Castalia, 1978.
- Francesco Petrarca, Obras 1. Prosa, Madrid: Alfaguara, 1978.
- Historia y crítica de la literatura española, Barcelona: Crítica, 1980-2000.
- Mateo Alemán, Guzmán de Alfarache, Barcelona: Planeta, 1967 y 1983.
- Lope de Vega, El caballero de Olmedo, Barcelona: Cátedra, 1984, y numerosas ediciones.
- Lazarillo de Tormes, Madrid: Cátedra, 1986, y numerosas ediciones, Real Academia Española, 2011.
- Mil años de poesía española, Barcelona: Planeta, 1996, y numerosas ediciones.
- Miguel de Cervantes, Don Quijote de la Mancha, Edición de Castilla-La Mancha, al cuidado de F.R., Toledo, 2004, y Edición del IV Centenario, publicada por la Real Academia Española, Madrid, Alfaguara, 2004 y 2015.
- Miguel de Cervantes, Don Quijote de la Mancha, Barcelona: Crítica, 1998 (múltiples reediciones).
- Francesco Petrarca, Gabbiani, Milano: Adelphi, 2008.
- Mil años de poesía europea, Barcelona: Planeta, 2009 y varias reediciones (Círculo de Lectores) y 2015 (Crítica).
- Anales cervantinos. Notas al margen de un centenario, Arpa, 2017.
- Paradojas del independentismo, Visor, 2018.
- Escritores en la Autónoma. La tertulia de Letras, UAB, 2018.
- Carmina burana, Barcelona: Galaxia Gutenberg, 2018.
- Lección y herencia de Elio Antonio de Nebrija (al cuidado de Rosa Bono), RAE, 2022.
- El primer siglo de la literatura española, Taurus, 2022.
- Petrarca. Poeta, pensador, personaje, Arpa, 2024..